# Golovinskij
Il quartiere Golovinskij (in russo Головинский район?) è un quartiere di Mosca sito nel Distretto Settentrionale.
La sua area attuale include quelle occupate dai villaggi di Nikol'skoe (XV secolo), Golovino (XIV secolo) e Michalkovo (XVII secolo).
È opinione comune tra gli storici locali che il nome del quartiere derivi dal soprannome Golova ("testa") con cui era conosciuto il primo proprietario terriero della zona: il boiaro Ivan Chovrin.